# Tyrissa
Tyrissa là một chi bướm đêm thuộc họ Erebidae.

## Các loài
- Tyrissa multilinea Barnes & McDunnough, 1913